# Lisa Gherardini

Mona Lisa – portret Lisy Gherardini.

Lisa di Antonmaria Gherardini (Lisa del Giocondo) (ur. 15 czerwca 1479 we Florencji, zm. 15 lipca 1542 tamże, w klasztorze Sant'Orsola) – szlachcianka, która prawdopodobnie pozowała Leonardowi da Vinci do obrazu Mona Lisa, córka florentyńczyka Antonmarii di Noldo Gherardiniego. 

## Życiorys
Rodzina Lisy posiadała niegdyś dom w okolicach kościoła Santa Trinità i niewielki majątek ziemski w San Donato in Poggio w okolicach Greve. Rodzina Gherardinich miała spory majątek, który stopniał na przestrzeni lat.  W wieku piętnastu lat Lisa wyszła za mąż za handlarza jedwabiem i suknem oraz dwukrotnego wdowca Francesco di Bartolemeo del Giocondo. Ojca Lisy nie było stać na zapewnienie córce posagu w gotówce. Francesco di Bartolomeo del Giocondo otrzymał jedno z gospodarstw należących do Gherardinich. Mąż Lisy utrzymywał kontakty z przyjaciółmi rodziny Leonarda da Vinci oraz korzystał z usług notarialnych Piera da Vinci, ojca Leonarda.
Według relacji Lisa Gherardini była silnie zbudowaną kobietą o pospolitej twarzy. Jej figura miała wyraźnie zaznaczyć się po urodzeniu pierwszego dziecka.
Z małżeństwa Lisy i Francesca pochodziło pięcioro dzieci:
- Piero Francesco (ur. 23 maja 1496)[4]
- córka nieznana z imienia (zm. 1499)[4]
- Andrea (ur. 12 grudnia 1502[11] lub 1503[6])
- Camilla – zakonnica w San Domenico di Cafaggio pod imieniem Beatrice
- Marietta – w 1521 została mniszką w Sant'Orsola jako Ludovica[12][2]

Ponadto Lisa wychowała również syna swojego męża z pierwszego małżeństwa Bartolomea (ur. 24 lutego 1492).
5 marca 1503 zamieszkała wraz z mężem i dziećmi w domu na Via della Stuffa. Prawdopodobnie około 1503–1506 na zamówienie Francesca del Gioconda został namalowany portret Lisy Gherardini, który przeszedł do historii jako Mona Lisa. Obraz znajduje się w paryskim Luwrze.
Po śmierci męża w 1539, Lisa udała się do klasztoru Świętej Urszuli w Sant’Orsola pod opiekę swej córki Marietty i tam została pochowana.